# Daniel Breitfelder
Daniel Breitfelder (* 1981 in Augsburg) ist ein deutscher Schauspieler.

## Leben
Daniel Breitfelder wuchs in Hausen, einem Dorf mit 700 Einwohnern in der Nähe von Augsburg, in einer musikalischen Familie auf. Sein Vater, Dietmar „Jonny“ Jahn, war über 60 Jahre Saxophonist in der Augsburger Dixieland-Band „Lechtown Kneeoilers“. Daniel Breitfelder absolvierte seine Schauspielausbildung von 2002 bis 2006 an der Otto-Falckenberg-Schule in München. Bereits während seiner Ausbildung spielte er in einer Studioinszenierung der Otto-Falckenberg-Schule den Grafen in Arthur Schnitzlers Schauspiel Der Reigen.
Sein erstes Engagement hatte er von 2006 bis 2008 am Stadttheater Ingolstadt. Hier spielte er u. a. Romeo in Romeo und Julia (Regie: Martin Schulze), die Titelrolle in Peer Gynt (Regie: Antje Lenkeit), Werther in Die Leiden des jungen Werthers (Regie: Martin Schulze) und Lysander in Ein Sommernachtstraum (Regie: Peter Rein). Am Theater Ingolstadt wurde er im Jahre 2008 mit dem Publikumspreis ausgezeichnet.
2008 gastierte er am Theater Augsburg in der Rolle des Alt in Ferdinand Bruckners Schauspiel Krankheit der Jugend (Regie: Anne Lenk).
Von 2009 bis 2010 war er festes Ensemblemitglied an den Wuppertaler Bühnen. 2012 übernahm er am Staatstheater Hannover unter der Regie von Claudia Bauer die Rolle des Oskar in der Uraufführung des Stücks Seymour von Anne Lepper. 2013 gastierte am Schauspiel Essen als Orlando in Wie es euch gefällt (Regie: Martin Schulze). Von 2013 bis 2019 war Breitfelder festes Ensemblemitglied am Theater Bonn, wo er u. a. mit Alice Buddeberg, Volker Lösch, Mina Salehpour, Martin Nimz, Simone Blattner und Marco Štorman zusammenarbeitete. Er spielte dort u. a. Mephisto in Faust (mit Glenn Goltz in der Titelrolle als Partner), Andrej Sergejewitsch Prosorow in Drei Schwestern, Hoederer in Die schmutzigen Hände und Solange in Die Zofen.
Breitfelder wirkte außerdem in zahlreichen Produktionen der freien Theaterszene mit. Als Mitglied des freien Theaterensembles „sechzig90“ von Sophie Basse trat er 2010/11 in mehreren Produktionen am Theater Rüsselsheim auf. 2017 gründete er zusammen mit dem Regisseur Sebastian Kreyer und seinem Partner Johannes Brüssau das queere Theaterkollektiv „Produktionsbüro Petra P.“ mit dem Schwerpunkt auf Travestie als theatraler Kunstform. Breitfelder trat ab 2020 in verschiedenen freien Theaterproduktionen und in mehreren Produktionen des Theaterkollektivs „Produktionsbüro Petra P.“ u. a. am Theater im Bauturm in Köln, am Euro Theater Central Bonn, an der „Volksbühne am Rudolphplatz“ in Köln und am Theater der Keller auf. 2024 wurde er mit dem Kölner Darsteller*innenpreis für seine besondere Leistung in den Stücken Queere Revolution (FWT Köln), Monte Rosa und König Ubu oder Wir sind im Arsch (Theater der Keller) ausgezeichnet. Im März 2025 realisierte er gemeinsam mit dem Theaterkollektiv „Produktionsbüro Petra P.“ Ödön von Horvaths Der ewige Spießer im Theater der Keller in Köln. Anfang Mai 2025 stand er als Hitlers Sekretärin Traudl Junge in der Produktion Traudl Junge. Im Schatten des Bösen oder: Wie hältst Du´s mit dem Gewissen? im Rahmen des Kölner „Sommerblut“-Kulturfestivals in der Alten Feuerwache auf der Bühne. Anschließend spielt Breitfelder diese Rolle bis Juli 2025 auch bei Aufführungen im Theater der Keller in Köln.
Er entwickelte außerdem seine eigene queere Partyreihe „Chin Chin“ und ist seit Beginn der Corona-Pandemie als Comedian mit seiner aktivistischen Kunstfigur, dem „Rhein Ranger“, aktiv. Seit 2019 ist er als Dozent an der Schauspielschule Der Keller in Köln tätig. Er unterrichtet an der Alanus Hochschule für Kunst und Gesellschaft in Alfter in den Studiengängen „Schauspiel“ und „Wirtschaft / Schauspiel“ und leitet außerdem regelmäßig Schauspielworkshops an der Akademie für angewandte Schauspielkunst Bonn (ADAB).
Seit 2009 ist Breitfelder auch in Film- und Fernsehproduktionen zu sehen. Im Polizeiruf-110-Krimi Bullenklatschen (2012) spielte er den Polizeibeamten Nils Rotter. In dem RTL-Fernsehfilm Lola Schön – Kommissarin Deluxe (2013) spielte er an der Seite von Anja Nejarri deren neuen Kollegen und Berufspartner, den Polizeikommissar Tom Gräber. Breitfelder hatte außerdem Episodenrollen in den ZDF-Serien Ein Fall für zwei (2012, an der Seite von Natalia Avelon) und Kripo Holstein – Mord und Meer (2014, als verdächtiger Hausbewohner Reiner Kruse). In der 17. Staffel der ZDF-Krimiserie Küstenwache (2015) war Breitfelder in einer Episodenhauptrolle als charmanter Trickbetrüger Abris von Zach zu sehen. In der 7. Staffel der ZDF-Serie Heldt (2019) übernahm Breitfelder eine der Episodenrollen als beurlaubter ehemaliger Sportlehrer Miroslav Wosch, der wegen Misshandlung von Schutzbefohlenen unter Verdacht steht. 2025 war er in einigen Folgen der RTL-Serie Unter uns in einer Gastrolle, in der er den Kriminellen Sascha Baum spielte, zu sehen.
Im Februar 2021 outete Daniel Breitfelder sich im Rahmen der Initiative #actout im SZ-Magazin mit 185 anderen lesbischen, schwulen, bisexuellen, queeren, nicht-binären und trans* Schauspielern. Er lebt in Bonn.

## Theaterrollen (Auswahl)
- 2003: Plastilin von Wassilij Sigarow, Rolle: Junge im Park, Regie: Anselm Weber, Münchner Kammerspiele
- 2006: Romeo und Julia, Rolle: Romeo, Regie: Martin Schulze, Theater Ingolstadt
- 2007: Peer Gynt, Rolle: Peer Gynt, Regie: Antje Lenkeit, Theater Ingolstadt
- 2007: Der nackte Wahnsinn von Michael Frayn, Rolle: Garry, Regie: Peter Rein, Theater Ingolstadt
- 2008: Die Leiden des jungen Werthers, Rolle: Werther, Regie: Martin Schulze, Theater Ingolstadt
- 2008: Krankheit der Jugend, Rolle: Alt, Regie: Anne Lenk, Theater Augsburg
- 2008: Ein Sommernachtstraum, Rolle: Lysander, Regie: Peter Rein, Theater Ingolstadt
- 2009: Der Prozeß, Rolle: Maler Titorelli, Regie: Sybille Fabian, Wuppertaler Bühnen
- 2009: Im Dickicht der Städte, Rolle: Garga, Regie: Claudia Bauer, Wuppertaler Bühnen
- 2010: Macbeth, Rollen: Banquo / Hexe, Regie: Claudia Bauer, Wuppertaler Bühnen
- 2012: Seymour (UA) von Anne Lepper, Rolle: Oskar, Regie: Claudia Bauer, Staatstheater Hannover
- 2013: Die Jungfrau von Orleans, Rollen: Dauphin / Lionel, Regie: Claudia Bauer, Staatstheater Hannover
- 2013: Wie es euch gefällt, Rolle: Orlando, Regie: Martin Schulze, Schauspiel Essen
- 2013: Peter Pan, Rollen: Mr. Darling / Käpt’n Hook, Regie: Katja Wolff, Theater Bonn
- 2014: Karl und Rosa nach dem Roman von Alfred Döblin, Rollen: Johannes Maus / Erwin, Regie: Alice Buddeberg, Theater Bonn
- 2014: Welt am Draht, Rolle: Fred Stiller, Regie: Mirja Biel / Joerg Zboralski, Theater Bonn
- 2014: Königdramen. Träume und Trümmer nach William Shakespeare, Rollen: Richard II./ Falstaff, Regie: Alice Buddeberg, Theater Bonn
- 2015: Schöne neue Welt, Rolle: Helmholtz, Regie: Gavin Quinn, Theater Bonn
- 2015: Der Entertainer von John Osborne, Rolle: Frank Rice, Regie: Sebastian Kreyer, Theater Bonn
- 2015: Faust, Rolle: Mephisto, Regie: Alice Buddeberg, Theater Bonn
- 2015: Drei Schwestern, Rolle: Andrej Sergejewitsch Prosorow, Regie: Martin Nimz, Theater Bonn
- 2015: Nathan [frei nach Nathan der Weise], Rolle: Saladin, Regie: Volker Lösch, Theater Bonn
- 2017: Der Zorn der Wälder (UA) von Alexander Eisenach, Rolle: Carson, Regie: Marco Štorman, Theater Bonn
- 2017: Bonnopoly. Das WCCB, die Stadt und ihr Ausverkauf (UA) von Ulf Schmidt, Rolle: Der Bürgermeister, Regie: Volker Lösch, Theater Bonn
- 2018: Die schmutzigen Hände, Rolle: Hoederer, Regie: Marco Štorman, Theater Bonn
- 2018: Orestie, Rolle: Kassandra, Regie: Marco Štorman, Theater Bonn
- 2018: Die Zofen, Rolle: Solange, Regie: Claudia Bauer, Theater Bonn
- 2020: Kunst, Rolle: Marc, Regie: Katja Wolff, Toppler-Theater, Rothenburg ob der Tauber
- 2020: Der Revisor, Rolle: Anna Andrejewna, Regie: Sebastian Kreyer, Theater im Bauturm, Köln
- 2022: MARIA STUART. Ein König*innendrama [sic!], Rolle: Elisabeth, Regie: Sebastian Kreyer, Euro Theater Central Bonn
- 2023: Die Mitschuldigen, Rolle: Alcest, Regie: Tobias Rott, Toppler Theater, Rothenburg ob der Tauber
- 2023: König Ubu oder Wir sind im Arsch, Rolle: König Ubu, Regie: Charlotte Sprenger, Theater der Keller, Köln
- 2024: Monte Rosa von Teresa Dopler, Rolle: A, Regie: Julie Grothgar, Theater der Keller, Köln
- 2024: Queere Revolution nach dem Roman „Lavendelschwert“ von Felix Rexhausen, Rolle: Hidde van Quinten, Regie: Sebastian Kreyer, Freies Werkstatt Theater Köln
- 2025: Der ewige Spießer, Rolle: Fräulein Anna Pollinger, Regie: Sebastian Kreyer, Theater der Keller, Köln
- 2025: Traudl Junge. Im Schatten des Bösen oder: Wie hältst Du’s mit dem Gewissen?, Rolle: Traudl Junge, Regie: Sebastian Kreyer, Theater der Keller, Köln

## Filmografie (Auswahl)
- 2011: Da Capo (Kurzfilm)
- 2012: Polizeiruf 110: Bullenklatschen (Fernsehreihe)
- 2012: Ein Fall für zwei (Fernsehserie, Folge: Tod im Ring)
- 2012: Was es bedeutet, tot zu sein (Kurzfilm, Abschlussfilm der Filmakademie Baden-Württemberg)
- 2013: Lola Schön – Kommissarin Deluxe (Fernsehfilm)
- 2013: King Ping – Tippen Tappen Tödchen
- 2014: Kripo Holstein – Mord und Meer (Fernsehserie, Folge: Angst um Lars)
- 2015: Küstenwache (Fernsehserie, Folge: Schwarzgeld)
- 2019: Einstein (Fernsehserie, Folge: Skin-Effekt)
- 2019: Heldt (Fernsehserie, Folge: Nur das Beste)
- 2025: Unter uns (Fernsehserie)